# لیندا سو پارک
لیندا سو پارک (انگلیسی: Linda Sue Park؛ زادهٔ ۲۵ مارس ۱۹۶۰، اوربانا، ایلینوی) نویسندهٔ ادبیات داستانی کودکان و نوجوانان و شاعر اهل ایالات متحدهٔ آمریکا با تبار کُره‌ای است.
او تاکنون موفق به دریافت جوایز بسیاری شده‌است؛ ازجمله، برای نوشتن رمان سفال شکسته، در سال ۲۰۰۲ برندهٔ نشان نیوبری شد، و این برای او شهرت جهانی به ارمغان آورد.

## زندگی‌نامه
لیندا سو پارک در سال ۱۹۵۰ در شهر اوربانا، ایالت ایلینوی، ایالات متحدهٔ آمریکا در خانواده‌ای کُره‌ای به دنیا آمد. پدر و مادرش در دههٔ ۱۹۵۰ از کرهٔ جنوبی، برای تحصیل در ایالات متحده، به آن کشور مهاجرت کردند. لیندا در کالج ترینیتی (ایرلند) و دانشگاه استنفورد تحصیل کرده‌است. او با نمرهٔ بسیار خوب در رشتهٔ زبان انگلیسی، با درجهٔ کارشناسی، از دانشگاه استنفورد دانش‌آموخته شد.

## آثار
لیندا سو پارک چندین رمان و کتاب تصویری تألیف کرده‌است. اغلب آثار او به فارسی ترجمه شده‌است. برخی کتاب‌های او عبارت‌اند از:
- سفال شکسته، ۲۰۰۱
- زمانی که اسم من کی اُکو بود، ۲۰۰۲
- طوفان در راه است (از مجموعهٔ «۳۹ سرنخ»)، ۲۰۱۰
- یک پیاده‌روی طولانی تا آب، ۲۰۱۰
- به هیچ‌کس اعتماد نکن، ۲۰۱۲